# Letov Š-13
O Letov Š-13 foi um caça de assento único projetado e construído na Checoslováquia durante o início da década de 1920. Um biplano, tinha asas aerodinamicamente espessas que eram originalmente estruturas cantilever, apesar de posteriormente alguns suportes entre os planos  terem sido adicionados. Apenas uma aeronave foi produzida.

## Projeto e desenvolvimento
O Letov Š-13 foi projetado como um biplano cantilever, pois seu aerofólio Zhukovsky era espesso o suficiente para permitir suportes internos. De alguma forma, lembrava o Letov Š-7 de 1923. As asas, montadas com uma pequena diferença de distância (para frente e para trás) entre elas, possuíam cantos retos e com uma corda constante. A corda um pouco maior na asa superior era  fixada à fuselagem com uma estrutura tipo cabana, formada em cada lado por um par de estruturas paralelas da parte média da fuselagem e um par em "V" invertido da fuselagem superior. Apenas a asa inferior possuía ailerons.
Tanto o Š-7 e o Š-13 eram motorizados com o Hispano-Suiza 8Fb produzido sob licença pela Škoda, um motor V8 refrigerado à água com 300 hp. A Letov havia tido problemas de resfriamento do motor com o Š-7, de forma que o radiador em forma de anel inicialmente proposto para o Š-13 foi logo substituído por um outro radiador ventral, montado transversalmente, após ter sido testado com sucesso no Letov Š-7a. O motor girava uma hélice de duas pás com um spinner. Atrás do motor, a fuselagem tinha uma seção cruzada oval, com uma única cabine de pilotagem aberta parcialmente sob o bordo de fuga da asa, com um pequeno corte para melhorar o campo de visão do piloto. A fuselagem se afunilava para trás até a cauda. Esta, era montada na linha central da fuselagem; o estabilizador vertical e o leme, maiores do que do Š-7, também possuía cantos retos. Possuía trem de pouso convencional fixo, de único eixo e com as rodas principais suportadas por estruturas em "V", contando também com um tailskid.
O Letov Š-13 voou pela primeira vez em 1924 na configuração cantilever, mas durante os primeiros testes em voo, surgiu a preocupação sobre a resistência de sua asa, levando a Letov a adicionar um par de estruturas entre os planos. Estes inicialmente eram em formato de "N", mas logo foram alterados para o formato em "V". Os testes demonstraram em geral uma boa manobrabilidade, mas problemas de estabilidade fizeram com que o projeto se encerrasse.